# CityLine Hungary
CityLine Hungary Ltd. – węgierska linia lotnicza z bazą w porcie lotniczym Budapeszt Liszt Ferenc działająca do 2014. Specjalizowała się w lotach czarterowych i transporcie cargo. Siedziba firmy znajdowała się w miejscowości Vecsés.

## Historia
Linia lotnicza została założona w marcu 2003 w celu zapewnienia połączeń cargo do Europy, Afryki oraz krajów Wspólnoty Niepodległych Państw. Pierwotnie posiadała jedynie dwa samoloty typu An-26, następnie we flocie pojawiły się maszyny Boeing 737-200 oraz Fairchild Swearingen Metroliner. Ostatni samolot został wycofany 29 kwietnia 2014, kończąc tym samym prowadzenie działalności przewoźnika.

## Flota

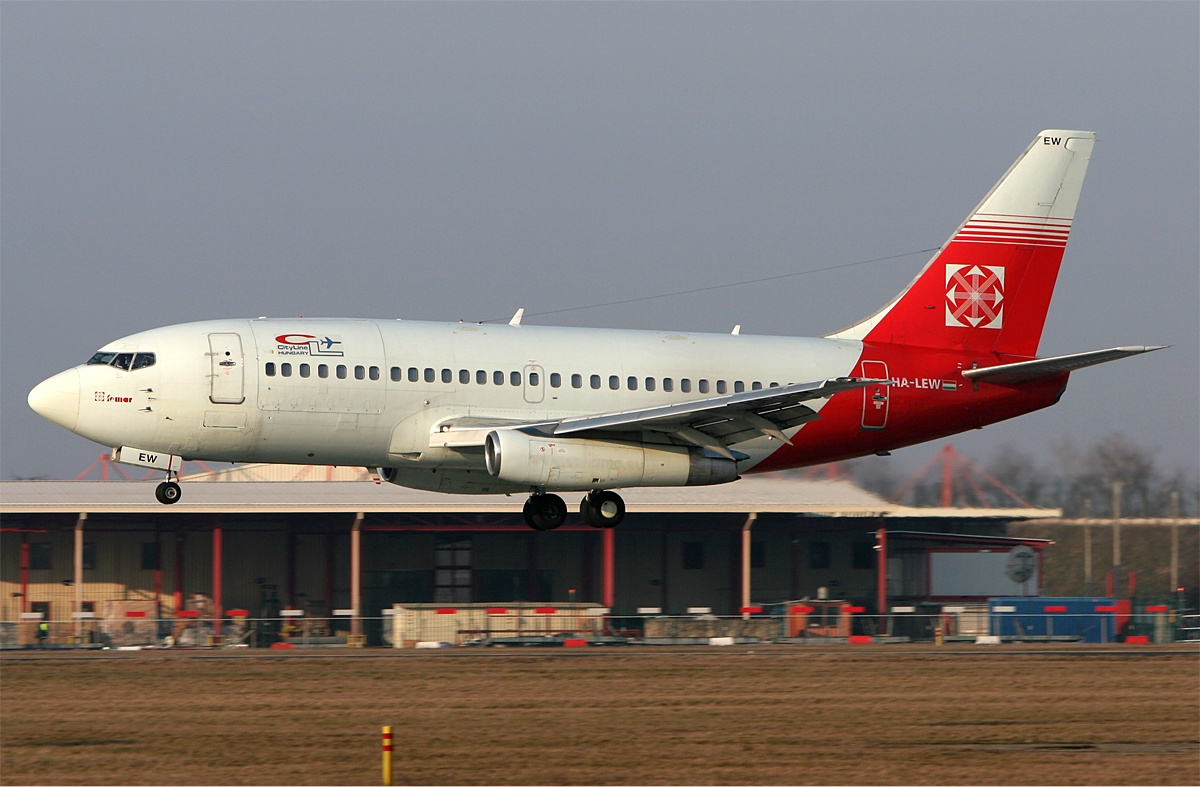
Boeing 737-200 w malowaniu CityLine Hungary

Flota CityLine Hungary w momencie zaprzestania działalności składała się z jednego samolotu, Boeinga 737-200.